# Eoophyla saturatalis
Eoophyla saturatalis là một loài bướm đêm trong họ Crambidae.